# Джеймі Гайнеман
Джеймс Франклін Гайнеман (англ. James Franklin «Jamie» Hyneman, нар. 25 вересня 1956) — американський фахівець зі спецефектів, ведучий телепередачі «Руйнівники міфів» (англ. MythBusters), засновник майстерні спецефектів М5 Індастріз (англ. M5 Industries), в павільйонах якої в основному і проходять зйомки телепередачі. Він також відомий завдяки телепередачі «Битви роботів»: робот Blendo, створений ним у М5 Індастріз, довгий час залишався непереможним, завдяки унікальним технічним рішенням, розробленим Гайнеманом.

## Біографія
Джеймс народився в місті Маршал в штаті Мічигані. У 1981 році 24-річний Джеймі відправився на Віргінські острови (ймовірно Американські Віргінські острови) «I instead ended up going to the Virgin Islands in 1981 to learn how to sail.», де працював у сфері оренди яхт. Через шість місяців у нього вже була своя яхта, ліцензія на керування яхтою і бізнес з оренди дайв-бота.
Після декількох років і 3000 занурень така робота перестала здаватися Джеймі захоплюючою. Він розпочав пошуки нової ненудної справи й зацікавився спецефектами.
Джеймі почав у компанії Eoin Sprott Studio Ltd., яка знаходилася в Нью-Йорку, районі Асторія Квінса. Студія була відома тим, що створювала технічні пристосування для ранніх фільмів Вуді Аллена, таких як фантастична комедія 1973 року «Сплячий». Спочатку він займався там прибиранням майстерні та перенесенням речей, але врешті-решт приступив до цікавішої роботи: обробки деревини і гіпсокартону.
Однак Джеймі хотілося працювати на зйомках художніх фільмів. Протягом чотирьох років він працював у команді, що створювала атрибутику і бутафорію до фільмів "Арахнофобія" (1990) та "Обід голяка" (1991).
У Сан-Франциско працював в компанії зі спецефектів Colossal Pictures. 16 років по тому, на початку 2000-х Джеймі відкрив власну фірму зі спецефектів M5 Industries.
Джеймі Гайнеман і Адам Севідж брали участь у створенні спецефектів для таких фільмів як Матриця (1999) та Зоряні війни I і II.
У сфері реклами на телебаченні створені ним моделі і ефекти можна побачити в рекламних роликах відомих торгових марок, таких як Nike і 7Up. Для 7Up він сконструював «танк» — всюдихід, що торгує напоєм (і стріляє ним), а для Nike — двоколісну футбольну бутсу в натуральну величину, здатну самостійно пересуватися по полю.
У 2002 році почав працювати над створенням програми "Руйнівники міфів" (англ. MythBusters), перший випуск якої був показаний 23 січня 2003 року.

## Джеймі Гайнеман та Україна
У квітні 2017 року Джеймі Гайнеман відвідав Україну, його було запрошено як члена журі конкурсу стартапів Vernadsky Challenge. 21 квітня у Києві у прес-центрі "Інтерфакс-Україна" Джеймі Гайнеман та співзасновник ГО Асоціація Ноосфера Михайло Рябоконь дали прес-конференцію, а 22 квітня Джеймі Гайнеман приєднався до експертів Vernadsky Challenge на фіналі конкурсу у місті Дніпро. Також під час свого візиту до України Джеймі Гайнеман завітав до декількох освітніх закладів, таких як Національний авіаційний університет та Інжинірингова школа Noosphere. У березні 2022 записав відео, де повторив знаменитий заклик "Русский корабль, иди на хуй".